# Responsivité
La responsivité ({\displaystyle {\mathfrak {R}}} ou plus simplement R) est une grandeur physique mesurant le gain entrée/sortie d'un système de détection. Dans le cas spécifique des photodétecteurs, la responsivité mesure le courant électrique de sortie en fonction de la puissance optique d'entrée, et est un facteur de mérite du détecteur. 
La responsivité d'un photodétecteur est couramment exprimée soit en ampères, soit en volts, par watt de puissance rayonnée incidente. Pour un système répondant linéairement à son entrée, la responsivité est unique. Pour les systèmes non linéaires, la responsivité est la dérivée de cette grandeur. Beaucoup de photodétecteurs communs répondent linéairement en fonction de la puissance incidente. 
La responsivité est fonction de la longueur d'onde du rayonnement incident  et des propriétés du détecteur, comme le gap du matériau dans lequel le photodétecteur est fait. Une expression simple de la responsivité d'un photodétecteur dans lequel un signal optique est converti en courant électrique (appelé photocourant) est :
{\displaystyle {\mathfrak {R}}=\eta {\frac {q}{hf}}\approx \eta {\frac {\lambda _{(\mu m)}}{1.23985(\mu m\times W/A)}}}
où {\displaystyle \eta }  est l'efficacité quantique (l'efficacité de la « conversion » de photons en électrons) du détecteur pour une longueur d'onde donnée, {\displaystyle q} la charge électronique, {\displaystyle f} la fréquence du signal optique et {\displaystyle h} la constante de Planck. Cette expression peut aussi être donnée en fonction de la longueur d'onde {\displaystyle \lambda } du signal optique, et son unité est l'ampère par watt (A/W).